# یامنه
یامنه (به چکی: Jamné) یک منطقهٔ مسکونی در جمهوری چک است که در ناحیه ییهلاوا واقع شده‌است. یامنه ۱۱٫۱۷ کیلومتر مربع مساحت و ۴۹۸ نفر جمعیت دارد و ۵۳۰ متر بالاتر از سطح دریا واقع شده‌است.

## خواهرخوانده
شهر Merzligen خواهرخواندهٔ یامنه هست.